# 프로듀서 (영화)
《프로듀서》(영어: The Producers)는 1967년 개봉한 미국의 풍자, 블랙 코미디 영화이다. 멜 브룩스의 감독 데뷔작이며, 그가 각본 역시 맡았다. 1968 아카데미 각본상을 수상했으며, 1996년 미국 국립영화등기부에 등재되었다.

## 같이 보기
- 분류:미국의 풍자 영화